# Luebo
Luebo és un territori i una localitat de la província del Kasaï a la República Democràtica del Congo. El 2009 va registrar una població de 40.115 habitants.

## Col·lectivitats
Luebo es divideix en els sectors de Luebo, Luebo-Kabambayi, Luebo-Lulengele, Luebo-Wedi i Ndjoko-Punda.